# Ratusz w Częstochowie
Ratusz w Częstochowie – ratusz w Częstochowie, w Śródmieściu, przy pl. Władysława Biegańskiego, klasycystyczny, wzniesiony w latach 1828–1836 według projektu Franciszka Reinsteina, przebudowany w 1908; wpisany do rejestru zabytków w 1960.

## Historia
Pierwotnie istniały dwa odrębne miasta, Stara i Nowa Częstochowa, każde z miast miało własny ratusz. Ratusz Nowej Częstochowy spłonął prawdopodobnie w okresie konfederacji barskiej, natomiast ratusz Starej Częstochowy zniszczony został w okresie wojen napoleońskich. Obecny ratusz został wybudowany w latach 1828–1836, po połączeniu miast, według projektu architekta województwa kaliskiego Franciszka Reinsteina. Koszt budowy ratusza wyniósł 45.000 ówczesnych złotych. W 1841 zabudowania ratuszowe ogrodzono podmurowanym parkanem.
Początkowo jedynie parter pełnił funkcję biurowe, piętro natomiast przeznaczono na mieszkania dla urzędników. W położonych po obu stronach budynku pawilonach znajdowały się areszty, ale w 1849 jeden z nich przeznaczono na mieszkanie służbowe kasjera miejskiego, a w drugim obok pomieszczeń aresztu zlokalizowano odwach.
Usytuowany jest po południowej stronie pl. Władysława Biegańskiego, w połowie odległości pomiędzy rynkami obu dawnych miast. Piętrowy, murowany, późnoklasycystyczny. Pierwotnie na planie kwadratu z dwoma pawilonami bocznymi.
W związku z wizytą cesarza w mieście, w 1854 przeprowadzono remont elewacji budynku. Po przebudowie w 1908 na planie wydłużonego prostokąta z ryzalitami w narożnikach oraz okrągłą dwukondygnacyjną wieżą zwieńczona gzymsem, tarasowatym dachem z żelazną balustradą, nad którą umieszczono tarcze zegarowe. W starszej części budowli dwutraktowe wnętrze z sienią na osi i jednobiegowymi schodami na piętro. Pierwotnie obok ratusza wybudowane były dwa pomieszczenia stanowiące więzienie i odwach. Do dziś pozostało pomieszczenie po odwachu od strony zachodniej także późnoklasycystyczne, początkowo na planie podkowy, po przekształceniach zbliżony do kwadratu. W 1959 Prezydium Miejskiej Rady Narodowej w Częstochowie przekazało Ratusz na cele muzealne. Od 1967 ratusz i odwach są siedzibą Muzeum Częstochowskiego.
W kwietniu 2004 rozpoczęto generalny remont zespołu budynków Ratusza. Trwał on dwa lata, a budynek został uroczyście otwarty 16 maja 2006. Budynek został dostosowany do potrzeb osób niepełnosprawnych. Wyeksponowano zabytkowe piwnice i klatki schodowe, na wieży usytuowany został punkt widokowy, a cały zespół budynków zyskał jednolitą elewację.

## Galeria

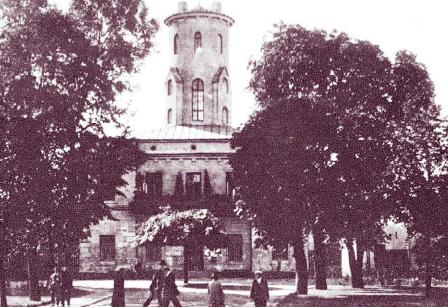
Ratusz częstochowski na początku XX wieku
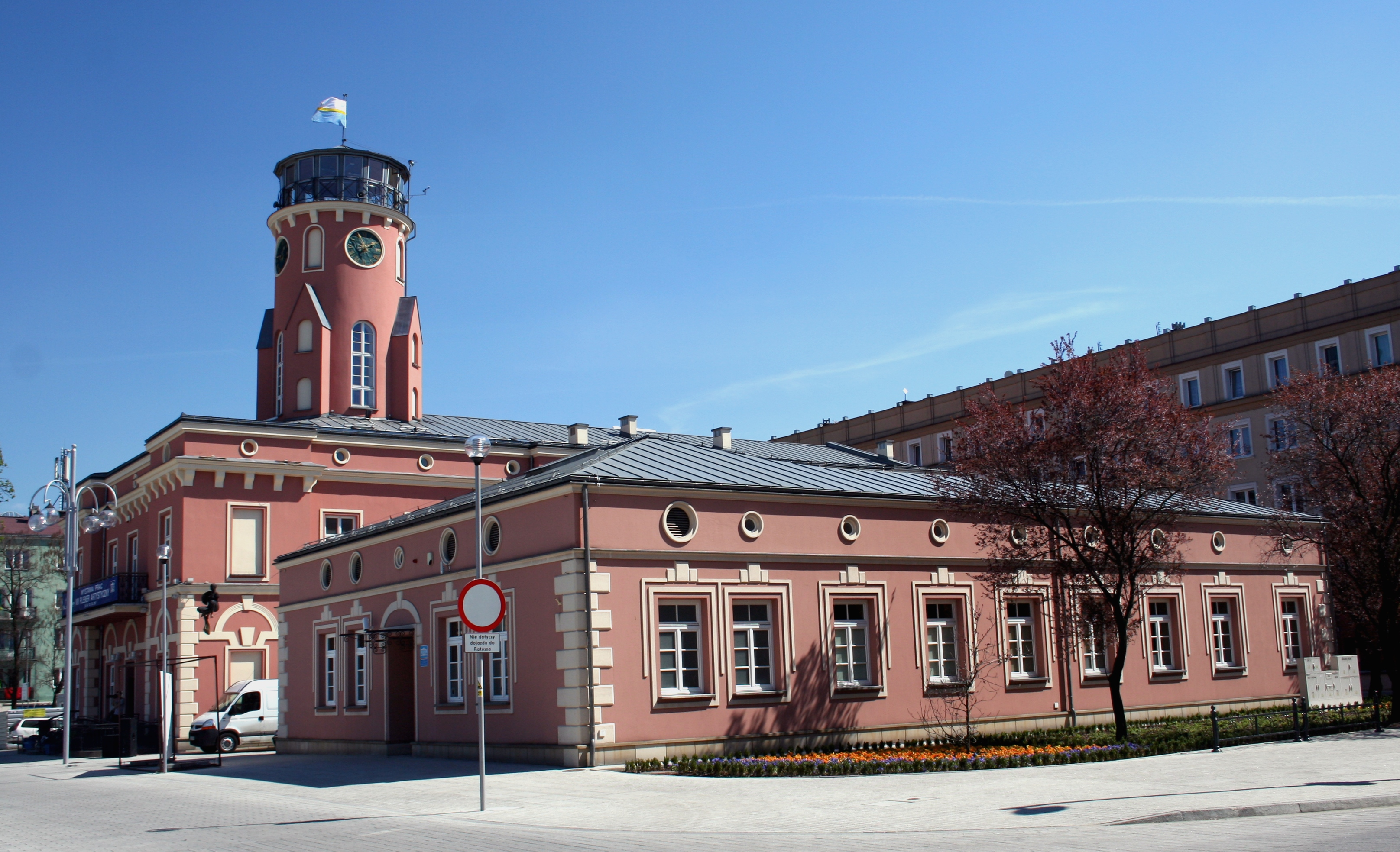
Ratusz i odwach w 2012 roku
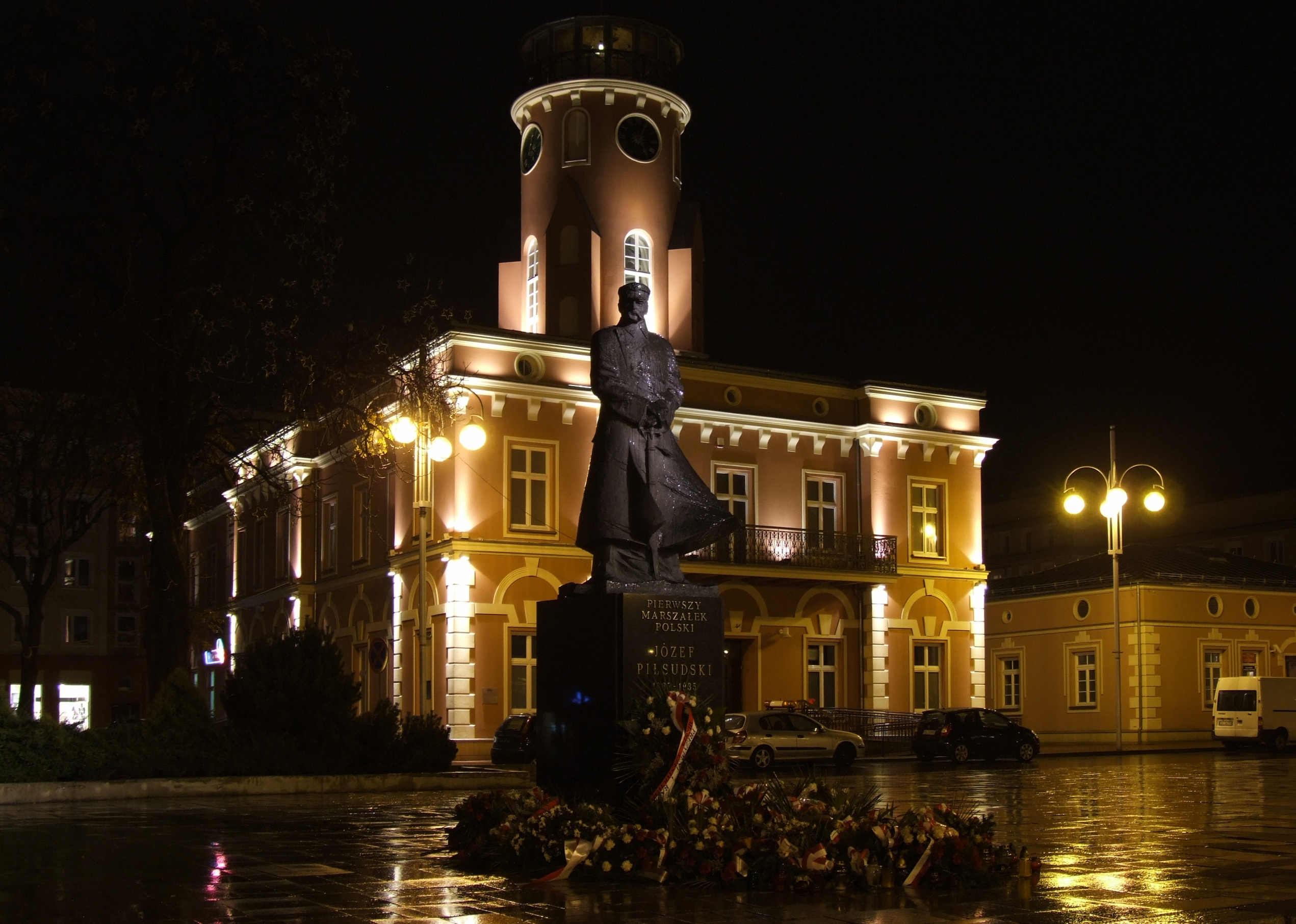
Ratusz i pomnik Józefa Piłsudskiego nocą